# Chiesa di Santa Giustina (Auronzo di Cadore)
La chiesa di Santa Giustina è la parrocchiale di Villagrande, frazione-capoluogo del comune di Auronzo di Cadore, in provincia di Belluno e diocesi di Belluno-Feltre; fa parte della convergenza foraniale di Ampezzo-Cadore-Comelico.

## Storia
La parrocchiale di Villagrande fu costruita nella seconda metà del XVIII secolo (i lavori iniziarono nel 1765) e ristrutturata completamente tra il 2011 ed il 2013.

## Interno

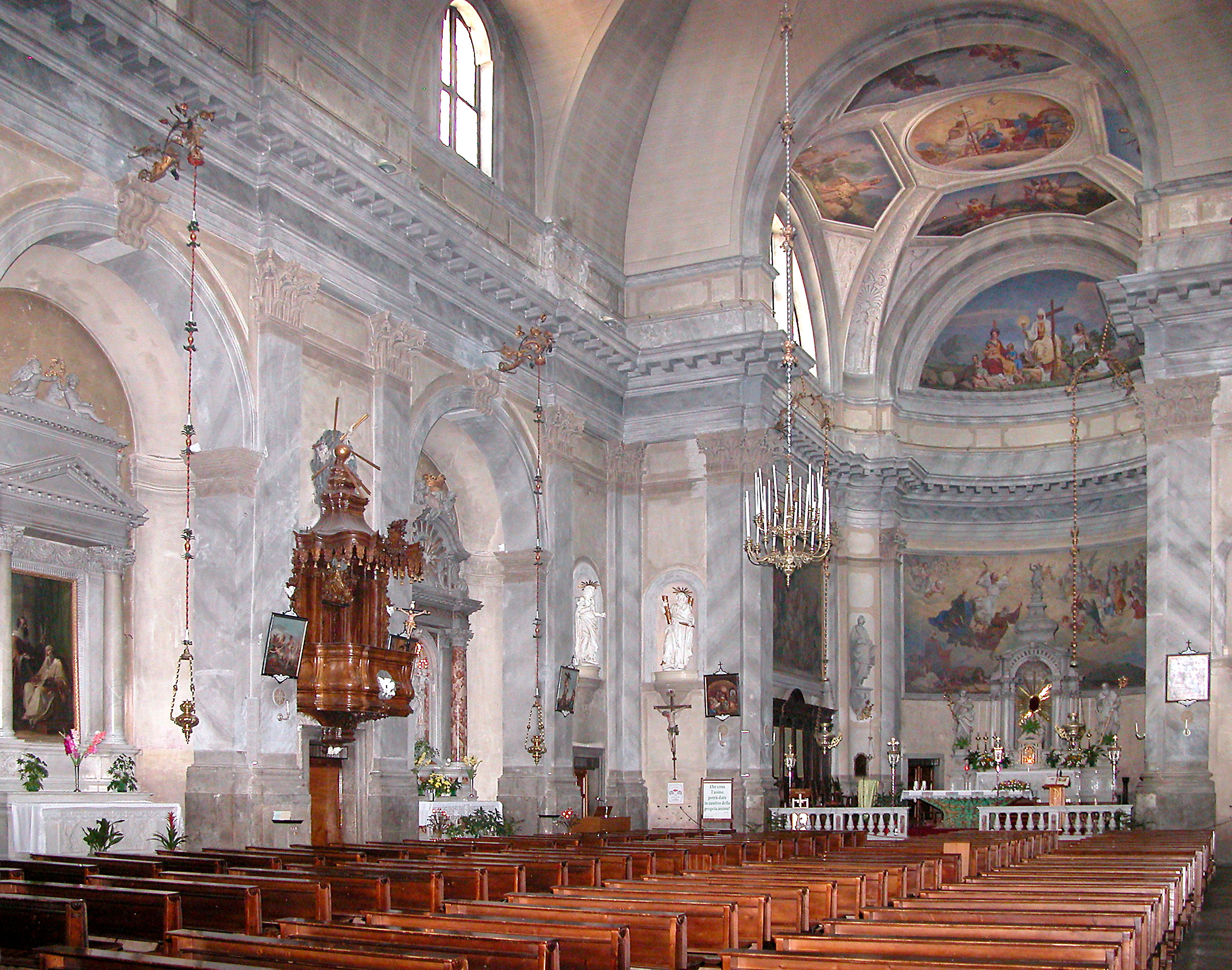
L'interno prima dei restauri.

All'interno della chiesa, ad un'unica navata, sono posti sei altari. Quello maggiore fu costruito nel 1982 su disegno di Alberto Friscia e realizzato nella Fonderia Artistica Cavallari di Roma; è alto 95 centimetri e presenta dei bassorilievi. Altre opere di pregio sono i molteplici affreschi; quelli del presbiterio raffigurano la Vergine, i santi Barbara, Caterina, Stefano e Michele Arcangelo, Giuseppe e Giovanni Battista, Antonio da Padova e Rocco, quello del catino absidale le Virtù teologali e la Trasfigurazione di Cristo e quello agli angoli del presbiterio i quattro Evangelisti.